# Zall-Dardhë
Zall-Dardhë är en kommundel och tidigare kommun i Albanien.   Den ligger i Dibër prefektur i den norra delen av landet, 70 km nordost om huvudstaden Tirana.
Omgivningarna runt Zall-Dardhë är en mosaik av jordbruksmark och naturlig växtlighet.  Runt Zall-Dardhë är det ganska tätbefolkat, med 75 invånare per kvadratkilometer.